# Giải Glamour cho Nữ diễn viên phim
Giải Glamour cho Nữ diễn viên phim (tiếng Anh: Glamour Award for Film Actress) là một hạng mục trong hệ thống Giải Glamour được Tạp chí Glamour (Vương quốc Anh) trao tặng hàng năm nhằm tôn vinh các diễn viên nữ có sự cống hiến, nghị lực phi thường và truyền cảm hứng mạnh mẽ trong năm đó
Giải Glamour được tổ chức lần đầu tiên vào năm 1999. Đến năm 2004, hạng mục Giải Glamour cho Nữ diễn viên phim mới được trao giải lần đầu tiền.. Tính đến năm 2017, đã có tổng cộng 13 diễn viên nữ khác nhau từng được nhận giải thường này. Và nữ diễn viên đầu tiên vinh dự được nhận giải thưởng này chính là Keira Knightley (2004).. Nữ diễn viên gần đây nhất đoạt giải là Nicole Kidman.

## Danh sách cụ thể

### Thập niên 2000
| Năm  | Diễn viên giành giải | Chú thích |
| ---- | -------------------- | --------- |
| 2004 | Keira Knightley      | [ 1 ]     |
| 2005 | Sophie Okonedo       | [ 2 ]     |
| 2006 | Naomi Watts          | [ 3 ]     |
| 2007 | Sienna Miller        | [ 4 ]     |
| 2008 | Kate Beckinsale      | [ 5 ]     |
| 2009 | Amanda Seyfried      | [ 6 ]     |

### Thập niên 2010
| Năm  | Diễn viên giành giải | Chú thích |
| ---- | -------------------- | --------- |
| 2010 | Zoe Saldana          | [ 7 ]     |
| 2011 | Gemma Arterton       | [ 8 ]     |
| 2012 | Viola Davis          | [ 9 ]     |
| 2013 | Rebel Wilson         | [ 10 ]    |
| 2014 | Sally Hawkins        | [ 11 ]    |
| 2015 | Felicity Jones       | [ 12 ]    |
| 2016 | Naomie Harris        | [ 13 ]    |
| 2017 | Nicole Kidman        | [ 14 ]    |